# Agonosoma
Agonosoma is een geslacht van wantsen uit de familie van de Scutelleridae (Pantserwantsen). Het geslacht werd voor het eerst wetenschappelijk beschreven door Laporte in 1833.

## Soorten
Het genus bevat de volgende soorten:

- Agonosoma bicolor Westwood, 1837
- Agonosoma dohrni Schoudeten, 1903
- Agonosoma flavolineata Laporte de Castelnau, 1833
- Agonosoma trilineata (Fabricius, 1782)
- Agonosoma trivittata (Panzer, 1798)